# Gisela Stappert
Gisela Stappert (* 20. Juli 1959 in Kirchhellen; † 13. März 2021) war eine deutsche Ethnologin.

## Leben
Stappert machte Abitur am Heisenberg-Gymnasium in Gladbeck und studierte ab 1978 Historische Ethnologie, Soziologie und Erziehungswissenschaften an der Goethe-Universität in Frankfurt a. M. 1985 legte Stappert die Magister-Prüfung ab. Anschließend arbeitete sie freiberuflich für das Deutsche Ledermuseum in Offenbach. Mit einem Stipendium des DAAD absolvierte sie von Oktober bis Dezember 1987 ein Praktikum am Arizona State Museum in Tucson, Arizona. Ab 1990 arbeitete sie an ihrer Dissertation, die Wolfgang Lindig betreute und in der sie die Herstellung von Kunst und Kunsthandwerk der Hopi in Arizona anhand der geschlechtsspezifischen Arbeitsteilung untersuchte. Grundlage der Arbeit war die sechsmonatige Feldforschung im Dorf Kykotsmovi. 1992 wurde Stappert promoviert. Von 1992 bis 1994 arbeitete sie im Hessischen Puppen- und Spielzeugmuseum in Hanau-Wilhelmsbad, von 1995 bis 1997 war sie am Frobenius-Institut in Frankfurt beschäftigt, bevor sie 1996/97 Lehrbeauftragte am Ethnologischen Institut der Universität Frankfurt a. M. wurde. Ab 2007 arbeitete Stappert wieder am Deutschen Ledermuseum und als freie wissenschaftliche Mitarbeiterin am Frobenius-Institut, außerdem gab sie Kurse an der Volkshochschule Hanau. Ab 2016 war sie federführend an mehreren Ausstellungen beteiligt, insbesondere an der Ausstellung „Frobenius. Die Kunst des Forschens“, die 2019 im Museum Giersch in Frankfurt gezeigt wurde.
Gisela Stappert war verheiratet und hatte drei Kinder. Sie starb an den Folgen eines Gehirntumors und wurde auf dem Waldfriedhof in Frankfurt Schwanheim-Goldstein begraben.

## Veröffentlichungen (Auswahl)
- Rolle und Status der Frau bei den Indianern Nordamerikas: untersucht am Beispiel der Navajo und der Sioux. Goethe-Universität Frankfurt am Main, Frankfurt am Main 1985 (Magister-Arbeit).
- Kunst und Ästhetik der Hopi-Indianer: eine geschlechtsspezifische Betrachtung. Holos-Verlag, Bonn 1992 (Mundus. Reihe Ethnologie; 61) (Dissertation; Johann Wolfgang Goethe-Universität zu Frankfurt am Main, 1992), ISBN 3-86097-070-4.
- Afrika – EthnoGraphisch: Zeichnungen, Aquarelle und Fotographien aus dem ethnographischen Bildarchiv des Frobenius-Instituts an der Johann Wolfgang Goethe-Universität, Frankfurt am Main. Frobenius-Institut, Frankfurt a. M. 1996.
- „Das ist eine weibliche Welt“: Ethnologinnen als Feldforscher. In: Überschreitungen. Hammer, Wuppertal 1997 (Trickster-Jahrbuch; 1), ISBN 3-87294-732-X, S. 247–278.
- Waynim'Mana oder die umherschweifende Frau: eine ethnologische Erzählung aus dem Land der Hopi-Indianer. Holos, Berlin 2012, ISBN 978-3-86097-634-0.
- Felsbilder: Kulturerbe der Menschheit: Leo Frobenius und seine Malerinnen. In: Mitteilungen der Berliner Gesellschaft für Anthropologie, Ethnologie und Urgeschichte. Bd. 38 (2017), S. 123–142.
- mit Birgit Sander, Richard Kuba und Manfred Großkinsky (Hrsg.): Frobenius – Die Kunst des Forschens. Michael Imhof Verlag, Petersberg 2019, ISBN 3-7319-0824-7.